# Monty Panesar
Monty Panesar, właśc. Mudhsuden Singh Panesar (ur. 25 kwietnia 1982 w Luton) – angielski krykiecista, leworęczny, pokręcający bowler, reprezentant Anglii na szczeblu testowym, zawodnik Northamptonshire County Cricket Club.
Monty jest synem emigrantów z Pendżabu i pierwszym w historii angielskiej drużyny narodowej sikhem. W reprezentacji Anglii zadebiutował w spotkaniu testowym przeciwko Indiom w Nagpurze (1–5 maja 2006). Znalazł się także w kadrze na Mistrzostwa Świata w 2007 roku rozgrywane w Indiach Zachodnich.
W 2007 roku został wybrany do grona pięciu najlepszych krykiecistów przez redaktorów prestiżowego magazynu „Wisden Cricketers’ Almanack”.